# Kerecseny, Zala
Kerecseny  este un sat în districtul Nagykanizsa, județul Zala, Ungaria, având o populație de 239 de locuitori (2011). 

## Demografie
Componența etnică a satului Kerecseny
     Maghiari (80,84%)
     Romi (18,01%)
     Germani (1,15%)
Componența confesională a satului Kerecseny
     Romano-catolici (82,01%)
     Fără religie (1,67%)
     Necunoscută (16,32%)
Conform recensământului din 2011, satul Kerecseny avea 239 de locuitori. Din punct de vedere etnic, majoritatea locuitorilor (80,84%) erau maghiari, existând și minorități de romi (18,01%) și germani (1,15%).  Din punct de vedere confesional, majoritatea locuitorilor (82,01%) erau romano-catolici, cu o minoritate de persoane fără religie (1,67%). Pentru 16,32% din locuitori nu este cunoscută apartenența confesională.